# Cooksonia
Cooksonia é um gênero extinto de plantas terrestres primitivas. Membros mais antigos de Cooksonia datam do Siluriano intermediário, há cerca de 425 milhões de anos e continuou sendo um importante membro da flora do período até o começo do Devoniano. Por razões históricas, enquanto que os fósseis deste gênero estão distribuídos globalmente, as espécies-tipo são provenientes da Grã-Bretanha, onde elas foram descobertas em 1937. Cooksonia é a planta mais antiga conhecida a ter tecido vascular e, assim, ser uma forma de transição entre plantas primitivas não-vasculares de briófitas para formas vasculares.

## Descrição
Apenas a fase de esporófito da Cooksonia é atualmente conhecido. Eram indivíduos pequenos, de poucos centímetros de altura, com estrutura bastante simples. Não possuíam folhas, flores ou raízes, ainda que se acredite que elas desenvolvessem um tipo de rizoma que não foi preservado em fóssil. Possuíam uma haste simples que se ramificava dicotomicamente algumas vezes, onde nas extremidades se encontravam um esporângio ou uma cápsula contendo esporos. Em sua descrição original do gênero, Lang descreveu o esporângio como sendo "achatado, com esporângios terminais que são curtos e largos" e que a espécie Cooksonia pertoni era "consideravelmente mais larga do que alta".
Uma revisão de 2010 do gênero por Gonez e Gerrienne produziu uma definição mais precisa, que requer que os esporângios tenham a forma mais ou menos de trombeta (como na ilustração), com uma 'tampa' ou opérculo que se desintegra para liberar os esporos. Os espécimes de uma determinada espécie de Cooksonia têm uma faixa escura no centro de seus caules, que foi interpretada como os primeiros vestígios de tecido que transporta água, enquanto outras não possuem tal tecido.
Espécimens de Cooksonia tinham tamanhos que variavam de 0.03 mm a 3 mm, o que pode indicar que eram de espécies diferentes e não fragmentos de organismos maiores, já que os fósseis ocorrem em agrupamentos de tamanhos consistentes, e os esporângios e os detalhes dos esporos são diferentes em organismos de tamanhos diferentes. Os organismos provavelmente exibiam crescimento determinado, onde as hastes não cresciam mais depois de produzirem esporângios.
Algumas espécies apresentam estômatos, que têm papel nas trocas gasosas. Ele provavelmente auxiliava no transporte de materiais dissolvidos no xilema conduzido pela transpiração, ao invés da fotossíntese, como sugerido por sua concentração nas pontas dos eixos. Esses agrupamentos de estômatos são normalmente associados a uma protuberância no eixo do colo do esporângio, que pode conter tecido fotossintético, que lembra alguns musgos.

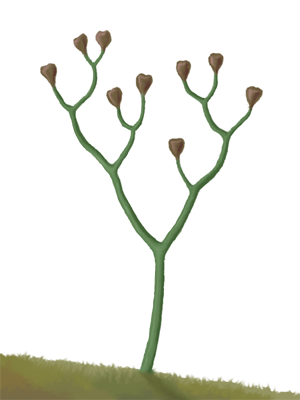
Reconstituição de uma Cooksonia.

## Filogenia
A Filogenia entre as espécies conhecidas de Cooksonia e as plantas modernas permanecem pouco claras. Parecem representar plantas que estão próximas da divisão entre os táxons Rhyniophyta e Lycopodiopsida. É considerado provável que Cooksonia não é um clado monofilético, mas sim parafilético.
Oito espécies de Cooksonia foram identificadas:
- C. pertoni
- C. hemisphaerica
- C. cambrensis
- C. caledonica
- C. paranensis
- C. banksii
- C. bohemica
- C. crassiparietilis

Podem ser distinguidas principalmente pela forma dos esporângios. O primeiro fóssil de Cooksonia foi descoberto por W.H. Lang, em 1937, e nomeado em homenagem a Isabel Clifton Cookson, com qual havia trabalhado.

## Ligações Externas
- Cooksonia por Palaeos
- Cooksonia, a very old land plant
- The Earliest Known Vascular Plant... Except for Baragwanathia